# Narcisse Duran
Narcisse Duran (en catalan : Narcís Duran) (Empúries, Catalogne, Espagne, 16 décembre 1776 - Santa Barbara, California, Mexique, 4 juin 1846) est un missionnaire catalan franciscain du XIXe siècle envoyé au Nouvelle-Espagne.

## Biographie
Après son entrée chez les Franciscains il est immédiatement destiné aux missions américaines. Il arrive en Nouvelle-Espagne en 1803 et rejoint le Collège San Fernando de Mexico pour se préparer à la mission d'évangélisation auprès des populations autochtones. En 1806 il est envoyé vers le nord du Mexique actuel dans l'actuelle Californie. Il est d'abord affecté à la mission de San José (jusqu'en 1833) avant de devenir responsable de la mission de Santa Barbara.
Sous sa direction, la mission San José deviendra l'une des missions franciscaines les plus prospères de Californie. Elle ne fut pas sans dommages pour la culture autochtone et la disparition progressive de la langue chochenyo, les indiens étant progressivement assimilés à la culture et langue des missionnaires espagnols. 
Reconnu pour ses qualités il fut responsable de l'ensemble des missions de Californie à trois reprises, d'abord de 1824 à 1828, de nouveau de 1831 à 1838 et enfin de 1844 à 1846. Il aura fort à faire avec l'administration mexicaine qui dans les années 1830 chercha, et réussit pour une part, à émanciper les populations indiennes de la tutelle des missionnaires. Pour ce faire la majorité des missions franciscaines passèrent alors sous le contrôle du gouverneur mexicain à l'exception de celle de San Barbara. 